# Autolog
Autolog (также известный как EA Autolog) - это набор сетевых функций, который позволяют игрокам сравнивать свои достижения, проверять свой прогресс и статистику, делиться фотографиями, размещать на стенах и комментировать чужие достижения в других гоночных играх от EA, в основном Need for Speed. Таблицы лидеров гоночных событий называют "speedwalls". Таблицы лидеров Burnout Crash!  называют "CrashWalls", по аналогии с speedwalls из серии Need For Speed.
Autolog был создан в результате соревнования между участниками  команды разработчиков Criterion Games во время производства и тестирования игры.

## Появление
Autolog был впервые введен в игру Criterion Games Need for Speed: Hot Pursuit.
Последняя версия Autolog 2.0 была выпущена в 2012 году с перезагрузкой Need for Speed: Most Wanted. По состоянию на 30 июля 2012 года, Autolog не работает ни в одной из предыдущих игр, так как сервис был отключен для старых игр.
- Need for Speed: Hot Pursuit (2010)
- Shift 2: Unleashed (2011)
- Burnout Crash! (2011)
- Need for Speed: The Run (2011)
- Need for Speed: Most Wanted (2012)
- Need for Speed: Rivals (2013)

## Особенности
Для гоночных событий, где игрок имеет небольшую разницу во времени со следующим ближайшим соперником, Autolog отображает его в качестве рекомендации. После побития рекордов, игроки могут размещать на своей стене сообщения своим друзьям о нём. Система также дает рекомендации друзей, которые находятся на том же уровне, что и игрок. В последней версии, Autolog  отслеживает и отображает ваше время, запоминает расстояние прыжков и найденные автомобили.

### Autolog 2.0
Autolog 2.0 основывается на социальных функциях, появившихся в Hot Pursuit , а также вводит новые возможности CloudComplete. Это позволяет игрокам быть в дальнейшем подключенными в игре Criterion Games  Need For Speed: Most Wanted.
Основанная на облаке, кросс-платформенная система счета позволяет игрокам связывать профили, так чтобы они смогли объединять очки, заработанные на всех платформах. Эта система имеют более широкую социальную сеть, поскольку игроки получают списки друзей со всех платформ.